# ОШ „Војвода Живојин Мишић” Рајковић
ОШ „Војвода Живојин Мишић” у Рајковићу, насељеном месту на територији општине Мионица, почела је са радом 1888. године и спада у једну од најстаријих школа у мионичком крају. Школа од 1976. године носи име Живојина Мишића, прослављеног војводе и војсковође из Првог светског рата.

## Историјат
Школа је започела своју делатност као непотпуна четвороразредна школа и тада се налазила на месту данашње зграде поште. При крају 19. века у Рајковићу је подигнута првобитна школска зграда, где се око раскрснице путева већ успоставио сеоски центар. Школа се од 1972. године налази у адаптираном некадашњем задружном дому.
Септембра 1976. године школи која тада носила име Милована Глишића у Рајковићу, припојене су ОШ „Живојин Мишић” из Брежђа, као и четвороразредне школе из Планинице и Крчмара. Године 1991. новоствореној школи се припајају (новом реорганизацијом школске мреже) још три четвороразредне школе из Толића, Кључа и Ђурђевца.

## Школа данас
Школа данас обухвата поред матичне школе у Рајковићу и осам издвојених одељења, од којих је једна осморазредна у Брежђу и седам четвороразредних (школе у Буковцу, Осеченици, Крчмару, Планиници, Толићу, Кључу и Ђурђевацу). Свака од ових девет школа, још пре спајања, имала је неки свој историјски развој. Најстарија је школа у Крчмару која је почела са радом 1867. године и спада међу најстарије школе у Ваљевском крају.